# De Witt, Arkansas
De Witt là một thành phố thuộc quận Arkansas, tiểu bang Arkansas, Hoa Kỳ. Năm 2010, dân số của thành phố này là 3292 người.

## Dân số
- Dân số năm 2000: 3552 người.
- Dân số năm 2010: 3292 người.